# Złoczew
Złoczew este un oraș în Polonia.